# Młochów (gmina)
Młochów (od 1952 Nadarzyn) – dawna gmina wiejska istniejąca do 1952 roku w woj. warszawskim. Nazwa gminy pochodzi od wsi Młochów, jednak siedzibą władz gminy był Nadarzyn.
Za Królestwa Polskiego gmina Młochów należała do powiatu grodziskiego, a od 1867 powiatu błońskiego w guberni warszawskiej. 19 maja?/31 maja 1870 do gminy przyłączono pozbawiony praw miejskich Nadarzyn.
1 kwietnia 1939 z gminy Młochów (z gromady Żółwin) wyłączono miejscowości Letnisko Młochówek, willa Zarybie i osada Borowina, włączając je do gminie Helenów w tymże powiecie, gdzie z miejscowości tych utworzono nową gromadę Letnisko Młochówek w granicach gminy Helenów.
W okresie powojennym gmina Młochów należała do powiatu błońskiego w woj. warszawskim. Po wojnie gmina zachowała przynależność administracyjną. 12 marca 1948 roku zmieniono nazwę powiatu błońskiego na grodziskomazowiecki. 1 lipca 1948 roku z części obszaru gminy Młochów (część gromady Żółwin) utworzono nową gminę Podkowa Leśna.
1 lipca 1952 roku gmina Młochów została zniesiona:
- gromady Książenice, Marynin i Władysławów włączono do gminy Grodzisk w powiecie grodziskomazowieckim;
- z gromad Garbatka, Jabłonowo, Kossów, Krakowiany, Marysin, Mroków, Parole, Stachowo, Stefanowo, Szamoty, Warszawianka, Warszawska Kolonia, Wola Krakowiańska, Wola Mrokowska i Wólka Kossowska utworzono nową gminę Mroków w powiecie grodziskomazowieckim, którą równocześnie włączono do nowo utworzonego powiatu piaseczyńskiego w tymże województwie;
- gromady Nowa Wieś i Polesie zniesiono, włączając je do miasta Milanówek w powiecie grodziskomazowieckim, które równocześnie włączono do nowo utworzonego powiatu pruszkowskiego w tymże województwie;
- gromady Owczarnia i Żółwin włączono do gminy Podkowa Leśna, w powiecie grodziskomazowieckim, którą równocześnie włączono do nowo utworzonego powiatu pruszkowskiego w tymże województwie;
- pozostały obszar gminy Młochów – gromady Kajetany, Młochów, Nadarzyn, Rozalin, Rusiec, Siestrzeń, Stara Wieś, Terenia, Urzut, Walendów i Wolica – przekształcono w gminę Nadarzyn, którą równocześnie włączono do nowo utworzonego powiatu pruszkowskiego w tymże województwie.

Tak więc dniu powołania, następniczka gminy Młochów, gmina Nadarzyn, była podzielona na 11 gromad.